# Кшешиці (гміна)
Гміна Кшешице (пол. Gmina Krzeszyce) — сільська гміна у північно-західній Польщі. Належить до Суленцинського повіту Любуського воєводства.
Станом на 31 грудня 2011 у гміні проживало 4703 особи.

## Площа
Згідно з даними за 2007 рік площа гміни становила 194.22 км², у тому числі:
- орні землі: 42.00%
- ліси: 50.00%

Таким чином, площа гміни становить 16.50% площі повіту.

## Населення
Станом на 31 грудня 2011:
| Опис     | Загалом | Загалом | Чоловіки | Чоловіки | Жінки | Жінки |
| -------- | ------- | ------- | -------- | -------- | ----- | ----- |
| одиниця  | осіб    | %       | осіб     | %        | осіб  | %     |
| все      | 4703    | 100     | 2408     | 51.20    | 2295  | 48.80 |
| міське   | 0       | 100     | 0        |          | 0     |       |
| сільське | 4703    | 100     | 2408     | 51.20    | 2295  | 48.80 |

## Сусідні гміни
Гміна Кшешице межує з такими гмінами: Боґданець, Вітниця, Дещно, Любневіце, Слонськ, Суленцин.